# Finnåkerssjön-Österhammarssjön
Finnåkerssjön-Österhammarssjön este o arie protejată (arie specială de conservare — SAC, sit de importanță comunitară — SCI) din Suedia întinsă pe o suprafață de 74 ha, integral pe uscat.

## Localizare
Centrul sitului Finnåkerssjön-Österhammarssjön este situat la coordonatele 59°31′34″N 15°32′19″E / 59.526°N 15.5387°E.

## Înființare
Situl Finnåkerssjön-Österhammarssjön a fost declarat sit de importanță comunitară în iunie 2001 pentru a proteja un număr necunoscut de specii din flora spontană și fauna sălbatică aflate în arealul zonei. Situl a fost protejat și ca arie specială de conservare în martie 2011.

## Biodiversitate
Situată în ecoregiunea boreală, aria protejată conține 2 habitate naturale: Pășuni din zone de pădure fino-scandinave, Pajiști cu Molinia pe soluri calcaroase, turboase sau argilos-nămoloase (Molinion caeruleae).
La baza desemnării sitului se află un număr nedeclarat de specii protejate.